# Zwartbuikmuggeneter
De zwartbuikmuggeneter (Conopophaga melanogaster) is een zangvogel uit de familie Conopophagidae (muggeneters).

## Verspreiding en leefgebied
Deze soort komt voor in het het zuidelijk-centrale en zuidoostelijk Amazonebekken.

## Status
De grootte van de populatie is niet gekwantificeerd maar de soort wordt omschreven als schaars. Op de Rode lijst van de IUCN heeft deze soort de status niet bedreigd.